# Капан-Редонду (округ Сан-Паулу)
Капан-Редонду (порт. Capão Redondo) — округ у південно-західній частині міста Сан-Паулу, частина субпрефектури Кампу-Лімпу.
| Бразилія | Це незавершена стаття з географії Бразилії. Ви можете допомогти проєкту, виправивши або дописавши її. |